# Majholmen (vid Valkom, Lovisa)
Majholmen är en ö i Finland. Den ligger i Finska viken och i kommunen Lovisa i landskapet Nyland, i den södra delen av landet. Ön ligger omkring 76 kilometer öster om Helsingfors.
Öns area är 10,6 hektar och dess största längd är 0,6 kilometer i sydöst-nordvästlig riktning.